# Бельгійська музика
Бельгі́йська му́зика бере свій початок з музичних традицій фламандців, що населяли північ країни, і традицій валлонів, що мешкали на півдні та зазнали вплив французьких традицій. Формування бельгійської музики протікало в складних історичних умовах — територія сучасної Бельгії знаходилася під багатовіковим іспанським пануванням, а потім увійшла як провінція до Австрійської імперії, а пізніше потрапила під владу Франції та Німеччини і стала незалежною лише після Революції 1830.

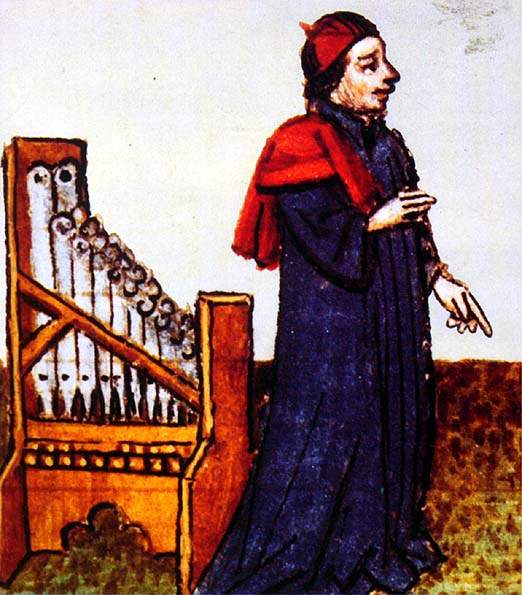
Г. Дюфаї (Дюфе), фламандський композитор 15 століття

Ще в епоху середньовіччя на території сучасної Бельгії побутували різні обряди, давалися народні вистави, містерії, що містили елементи музичної дії; в містах виступали трупи бродячих комедіантів і музикантів, були поширені хоровий спів, гра на смичкових інструментах. У 14 столітті в Брюсселі існувало братство менестрелів. В епоху Відродження висувається т. зв. нідерландська школа, що зіграла винятково важливу роль у становленні європейських поліфонічних жанрів. Саме на території Бельгії народилися такі видатні композитори, як Ґійом Дюфаї, Йоганнес Окегем, Орландо ді Лассо. Традиції нідерландської школи отримали розвиток в церковних співочих школах — метризах, де навчалися майже всі видатні бельгійські музиканти 17-18 ст. Значним центром музичної культури стає Брюссель, у 2-й пол. 17 столітті на основі придворних оперних і балетних вистав формується музичний театр.

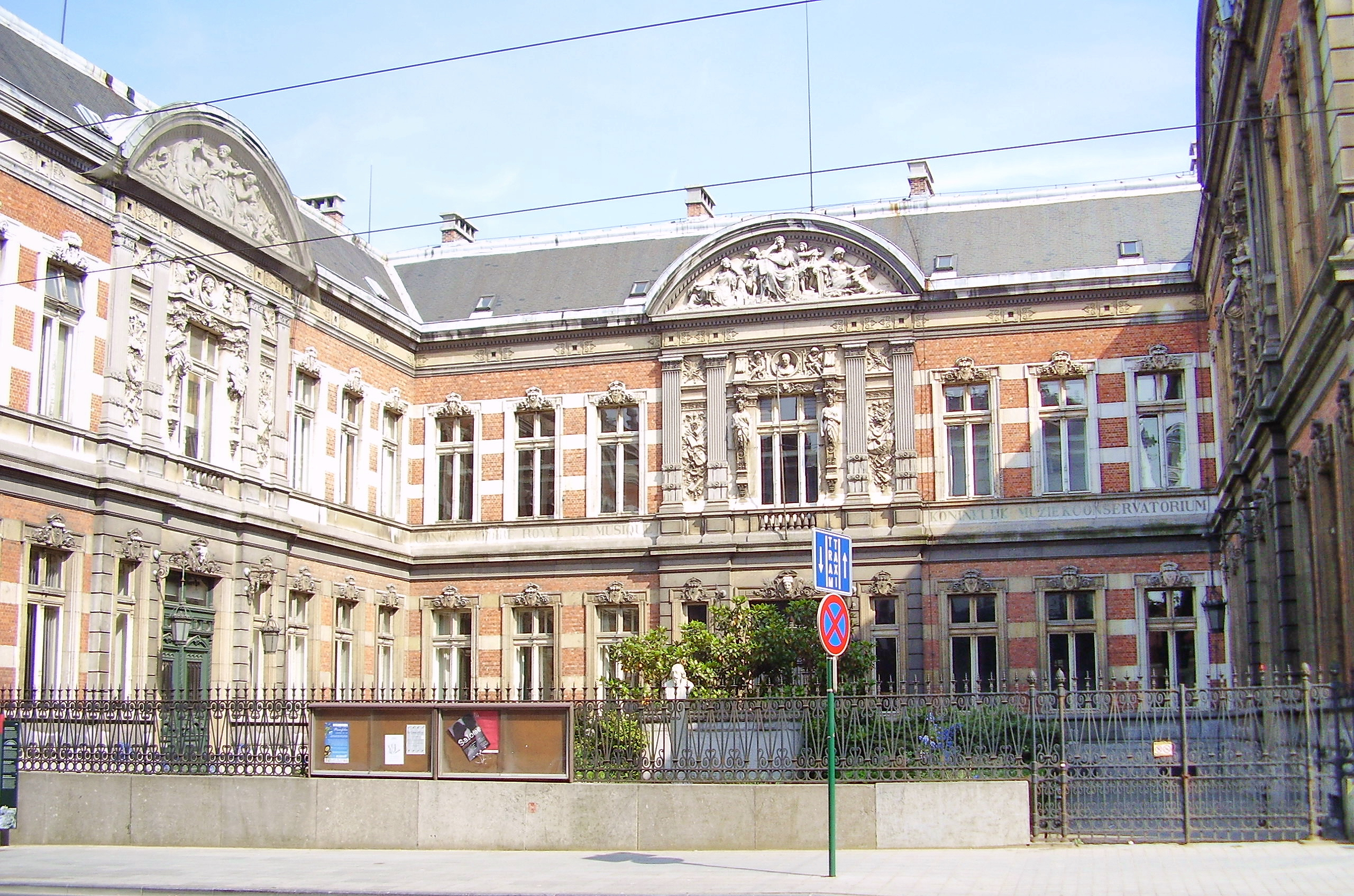
Королівська консерваторія в Брюсселі

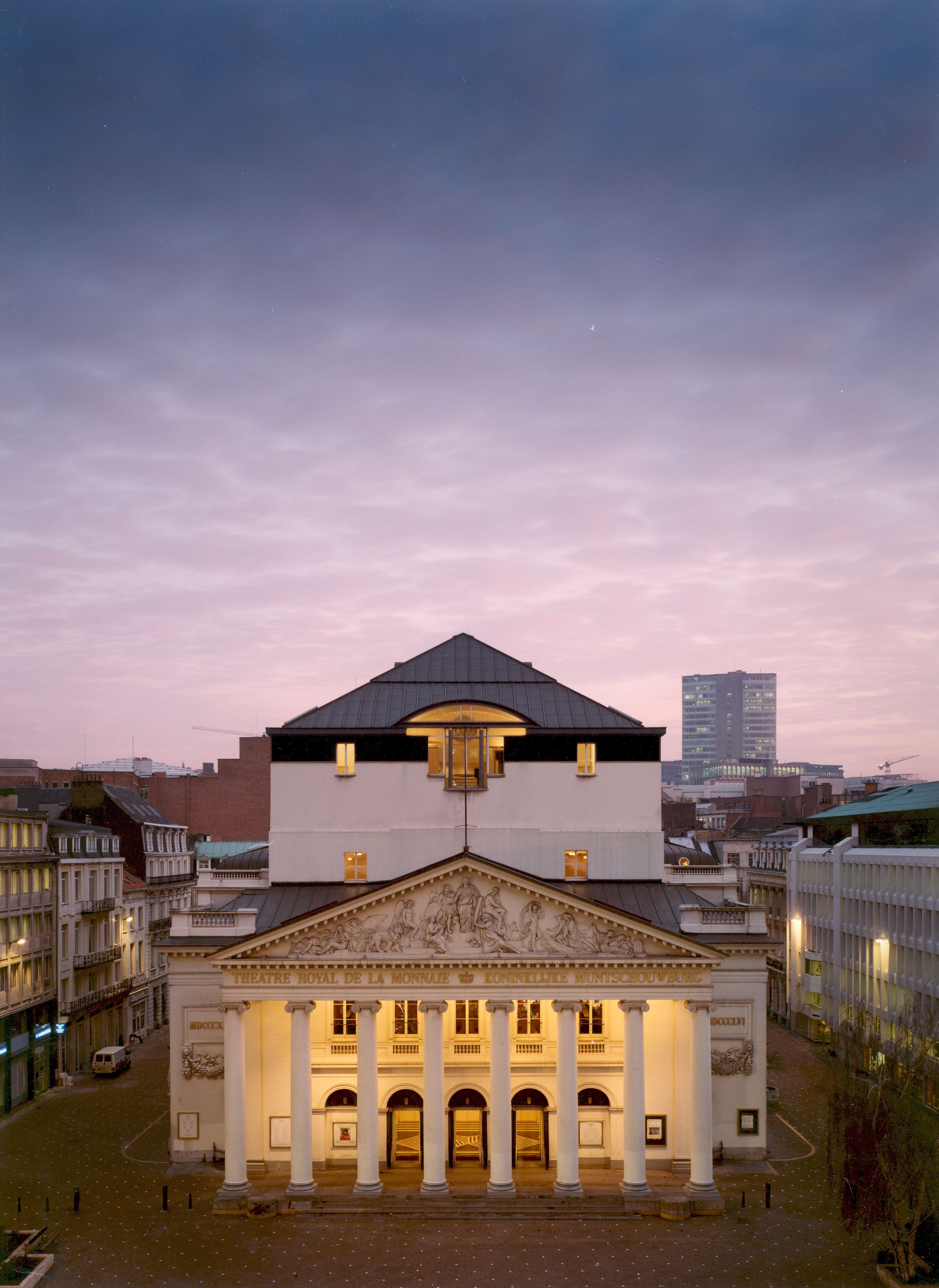
Королівський театр Ла Монне

Витіснення поліфонічної музики гомофонним стилем історично збіглося із відходом території Бельгії до Австрійської імперії, в цей час традиції поліфонічної нідерландської школи занепадають, натомість в бюргерських колах культивуються камерно-інструментальні та камерно-вокальні жанри, сильний вплив французької клавесинної культури.
Центрами музичної освіти стають училища в Брюсселі і Льєжі, згодом на їх базі було засновано консерваторії. Паралельно, розвиткові оперному мистецтву сприяло відкриття 1700 року Королівського театру Ла Монне. Цей театр зіграв не останню роль у підйомі революційних настроїв і здобутті незалежності Бельгією 1830 року.
У 19 столітті на розвиток бельгійської музики продовжує впливати французька музична культура, насамперед оперна. Опера займає панівне місце у творчості більшості бельгійських композиторів цього часу (зокрема Ф. Ж. Фетіс, Ф. О. Геварт). У 1870-х роках під впливом творчості Р. Вагнера намічається намічається поступовий відхід бельгійських композиторів від французьких оперних форм, вплив Вагнера позначений на творчості таких композиторів як Е. Тінель, Е. Матьє, Ф. Серве. Виникає рух за відродження фламандської національної музики, представники якого (П. Бенуа, Я. Блокс) використовують національні історичні сюжети. Найвідомішим композитором бельгійського походження XIX століття вважається Сезар Франк, його музика зробила значний вплив на бельгійських композиторів валлонського напрямку.
Світову популярність здобула бельгійська скрипкова школа, основоположником якої вважається Шарль Беріо, а серед його учнів — Ежен Ізаї та Анрі В'єтан. У Бельгії народився також і Адольф Сакс — винахідник саксофона і саксгорнів.
Після 1-ї світової війни музичне життя Бельгії демократизується, організовується філармонічне товариство (1927), національний симфонічний оркестр (1936), конкурси імені Ізаї (1937) та королеви Єлизавети (1951). В сучасній Бельгії існує державна система музичної освіти. Працюють консерваторії в Брюсселі (з 1832), Антверпені (з 1876), Льєжі (з 1826), Генті, Шарлеруа, школа церковної музики в Мехелені (Малин), працюють музичні товариства.